# Castiglione (Korsika)
Castiglione (korsisch Castiglioni) ist eine Gemeinde auf der französischen Insel Korsika. Sie gehört zum Département Haute-Corse, zum Arrondissement Corte und zum Kanton Golo-Morosaglia. Die Bewohner nennen sich Castiglionais oder Castigliunesi. Das Siedlungsgebiet liegt durchschnittlich auf 726 Metern über dem Meeresspiegel. Nachbargemeinden sind Asco und Moltifao im Nordwesten, Popolasca und Prato-di-Giovellina im Nordosten, Omessa und Castirla im Südosten sowie Corscia im Südwesten.

## Bevölkerungsentwicklung
| Jahr      | 1962 | 1968 | 1975 | 1982 | 1990 | 1999 | 2008 | 2012 |
| --------- | ---- | ---- | ---- | ---- | ---- | ---- | ---- | ---- |
| Einwohner | 80   | 78   | 67   | 48   | 22   | 25   | 34   | 37   |

## Sehenswürdigkeiten
- Kirche Notre-Dame du Rosaire
- Kapelle San Nicolao
- romanische Kapelle San Salvador
- Oratorium Croce d'Arbitro
- Reste der Mühle Mulinu di Ponticelli

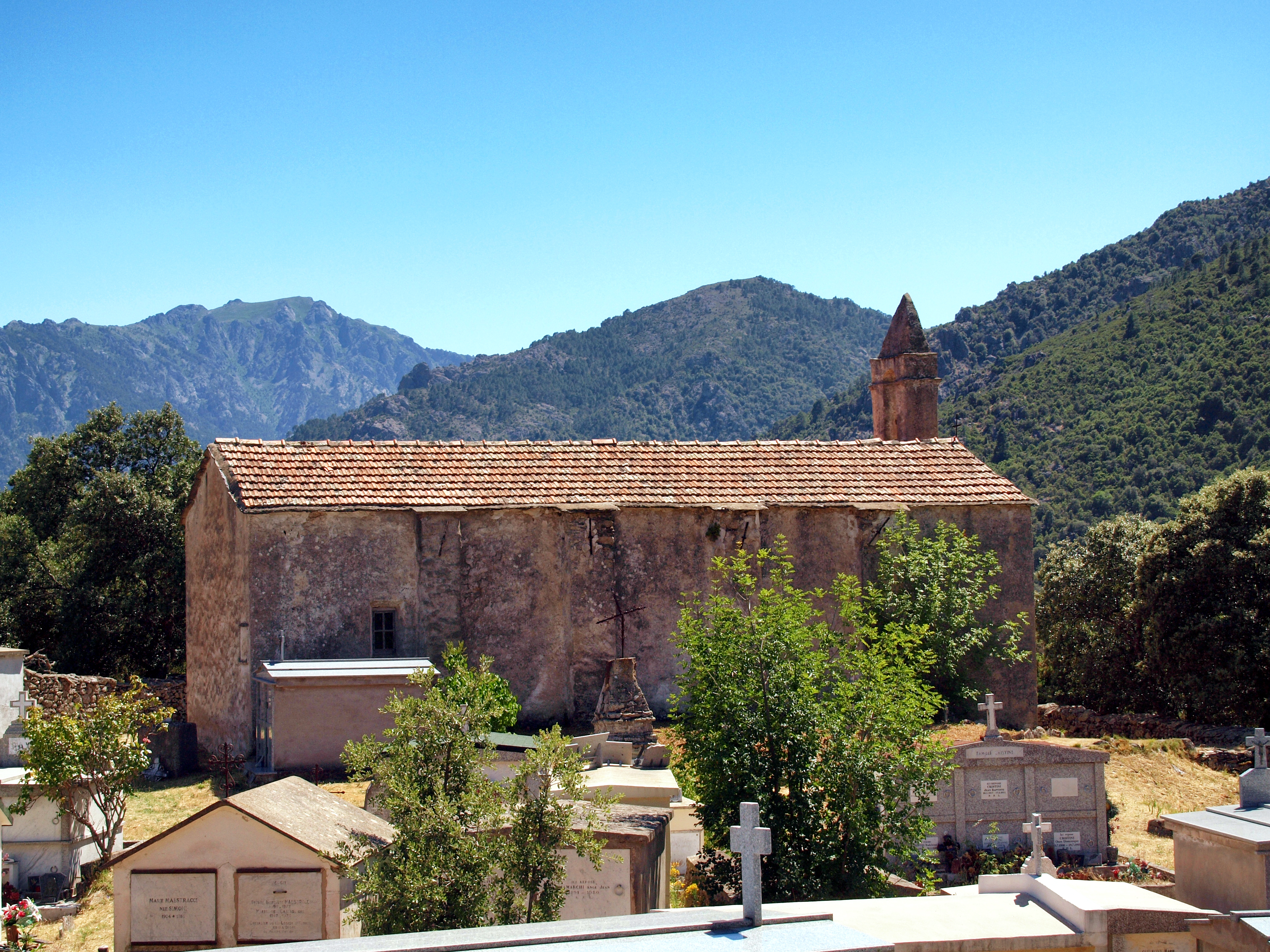
Kapelle San Nicolao auf 659 Metern über dem Meeresspiegel
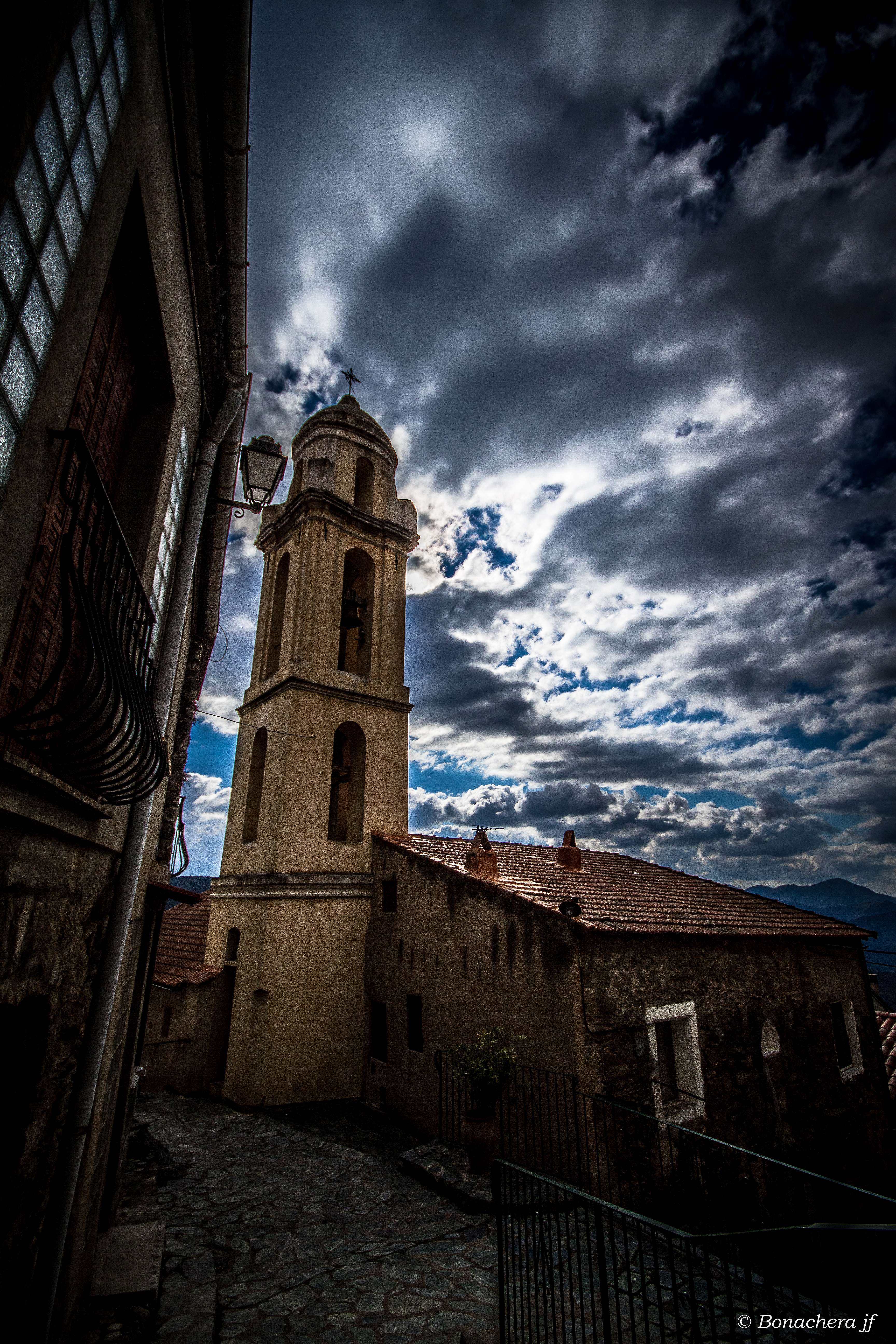
Kirche Notre Dame du Rosaire